# Bitva o Lypovec
Bitva o Lypovec bylo ozbrojené střetnutí mezi jednotkami slovenské Rychlé brigády a vojsky Rudé armády, které se uskutečnilo 22. července 1941. Šlo o první větší bitvu se sovětskou armádou. Sovětskou obranu při přechodech na řece San tvořily jednotky 10. opevněného prostoru sovětské 12. armády. Obranu Lypovce vedla 44. sibiřská divize pod velením generála Kečenka. Tato divize se skládala ze dvou čerstvých pluků 305 a 319 a z částí boji již vyčerpaných dvou pěších pluků 25 a 295. Její bojovou úlohou bylo vést zdržovací boje na daném směru. Rychlé brigádě se s počtem necelých 5000 vojáků, 43 tanků a 123 děl podařilo obsadit Lypovec, ale vinou velitele brigády plukovníka Rudolfa Pilfouska brigáda při dalším postupu narazila na 44. střeleckou divizi Rudé armády.
Slovenská Rychlá brigáda přišla o tři tanky LT-35 (5 poškozeno), jeden LT-38 (jeden poškozen), jeden LT-40 (jeden poškozen) a obrněný automobil OA vz. 30 (dva poškozeny).

## Důsledky bitvy
Brigáda neměla dost sil na překonání silnějšího protivníka zakopaného v předem připravených postaveních. Nechuť slovenských vojáků bojovat proti Sovětskému svazu se projevila i prvními přeběhlíky na sovětskou stranu, kteří byli v oficiálních hlášeních vedeni jako nezvěstní. Personál automobilních dílen měl dostatek technických prostředků na opravu všech vozidel praporu útočné vozby, ale pod velením antifašisticky a československy orientovaných důstojníků dosáhli stažení všech vozidel a celého praporu na Slovensko pod záminkou, že je není možné opravit v polních podmínkách. Zbytek brigády byl přidělen německé 295. divizi.